# Három Tenger Kezdeményezés

A „Három Tenger” regionális együttműködésbe bevont államok

A Három Tenger Kezdeményezés (angolul: 3 Seas Initiative, 3SI, vagy Trimarium ) az Adriai-, a Balti- és a Fekete-tenger között fekvő 13 ország, az Európai Unió tagállamainak közös fellépése. Angol rövidítése: BABS (Baltic, Adriatic, Black Sea Initiative.)
Lengyel elképzelés alapján, történelmi előzmények ismeretében jött létre 2016-ban. Az államok együttműködése mindenekelőtt gazdasági célok közös elérésére irányul.

## Részt vevő országok
Tagországok: Ausztria, Bulgária, Csehország, Észtország, Görögország, Horvátország, Lengyelország, Lettország, Litvánia, Magyarország, Románia, Szlovákia és Szlovénia.
Partnerként részvevő országok: Moldova és Ukrajna.

## Történelmi előzmények
A terv első előzménye a Német Császárságban 1917-ben kidolgozott pángermán Mitteleuropa-terv, amely a német háborús vereség után süllyesztőbe került. A Międzymorze (latinul: Intermarium, magyarul Tengerköz) néven ismert, Lengyelország-központú régiós együttműködési terv az 1920-as évekből, Józef Piłsudski marsalltól származik, de az első világháború utáni geopolitikai viszonyok miatt kudarcra volt ítélve. A két világháború utáni hidegháborús évtizedekben a tervet csak lengyel „disszidens” gondolkodók tartották a felszínen, a nyugat-európai emigráns lengyel sajtóban.

## Története
Andrzej Duda lengyel államfő 2015-ben hirdette meg a korábbi Międzymorzehoz vagy Intermariumhoz hasonlítható, de a 21. századi realitásokat figyelembe vevő elképzelését. Az első erre irányuló megbeszélést azonban jóval korábban New York-ban, az ENSZ közgyűlés keretében tartották 2007-ben. A 12 állam együttműködését megalapozó első csúcstalálkozót 2016 augusztusában tartották meg Dubrovnikban. A második, 2017. július 5-ei varsói államfői találkozó vendégeként a kezdeményezést támogatásáról biztosította Donald Trump, az Egyesült Államok elnöke.
A Három Tenger Kezdeményezés deklaráltan nem új politikai szervezet vagy tömb, hanem elsősorban gyakorlati célokat szolgáló együttműködés. A gazdasági kapcsolatok szorosabbra fűzését, a határokon átnyúló projektek megvalósítását, az infrastruktúra (közlekedés, kommunikáció, stb.) és az energiaszektor fejlesztését kívánja elősegíteni. Ma már persze a gazdasági kérdések is (mint például az energiabiztonság vagy a védelem kérdései) szorosan összefüggnek a politikai döntésekkel.
A Népszava cikke szerint: "A 2016. augusztus 25-én aláírt kezdeményezés nyilvánvaló célja Közép- és Kelet-Európa szerepének erősítése az EU-n belül. Továbbá, hogy a hagyományos Nyugat és Kelet közötti együttműködés mellett rámutassanak az Észak és Dél kooperációjának fontosságára."
Klaus Johannis, Románia köztársasági elnöke a közúti, a vasúti és az energiaszállításról szólva hangsúlyozta: A kezdeményezés egyik fő célkitűzése az észak-déli folyosók megvalósítása, amelyek kiegészítenék a kelet-nyugati folyosókat.
A 2022. június 20-ai, Rigában tartott hetedik csúcstalálkozón Ukrajna megkapta az szervezet partneri státuszát, és de facto résztvevője lett a kezdeményezésnek.  
A 2023-as csúcstalálkozón Görögország taggá, Moldova pedig partnerré vált.

## Államfői találkozók
|    | Dátum                   | Hely                    | Vezető                   | Megjegyzés |
| -- | ----------------------- | ----------------------- | ------------------------ | --- |
| 1. | 2016. augusztus 25–26.  | Dubrovnik, Horvátország | Kolinda Grabar-Kitarović | |
| 2. | 2017. július 6–7.       | Varsó, Lengyelország    | Andrzej Duda             | Vendég: Donald Trump |
| 3. | 2018. szeptember 17–18. | Bukarest, Románia       | Klaus Iohannis           | |
| 4. | 2019. június 5-6.       | Ljubljana, Szlovénia    | Borut Pahor              | Vendég: Jean-Claude Juncker az európai bizottság elnöke, Frank-Walter Steinmeier német elnök, Rick Perry amerikai külügyminiszter |
| 5. | 2020. október 19.       | Tallinn, Észtország     | Kersti Kaljulaid         | Virtuális tanácskozás |
| 6. | 2021. július 8-9.       | Szófia, Bulgária        | Rumen Radev              | Vendég: Ekateríni Szakellaropúlu görög elnök                                                                                      |
| 7. | 2022. június 20-21.     | Riga, Lettország        | Egils Levits             | |
| 8. | 2023. szeptember 6-7.   | Bukarest, Románia       | Klaus Iohannis           | |

## Projektek

### Via Carpatia
2016 novemberében aláírták a megállapodást egy közel 3300 km-es, autópályákból és gyorsforgalmi utakból álló, 2026-ra elkészülő közlekedési folyosóról, mely a litvániai Klaipėda Balti-tengeri kikötővárost kötné össze a görögországi Szalonikivel, leágazással a romániai Konstanca és a bolgár-török határon levő Szvilengrád felé.
A 2018. szeptemberben tartott csúcstalálkozón mintegy 70 közösen megvalósítandó projektet jelöltek meg, továbbá elhatározták, hogy ötmillárd euró alaptőkével közös fejlesztési alapot létesítenek. Az értekezleten hat ország részéről írták alá a szándéknyilatkozatot, magyar részről egyelőre nem. Áder János köztársasági elnök – gépe műszaki hibája miatt – nem tudott megjelenni a csúcstalálkozón.

### LNG terminálok és gázvezetékek
Szorgalmazzák a litvániai Klaipėdaban 2014-ben, a lengyelországi Swinoujsciében pedig 2015-ben átadott, valamint a horvátországi Krk-szigeten 2018-ra megépítendő LNG terminálokat összekötő észak-déli gázvezeték rendszer megépítését. Ezzel lehetővé válna az orosz földgáz alternatíváját jelentő, tengeren érkező cseppfolyós földgáz eljuttatása a kezdeményezés országaiba.